# Лягушовка
Лягушовка — деревня в Белинском районе Пензенской области России. Входит в состав Балкашинского сельсовета.

## География
Расположено в 13 км к юго-востоку от села Балкашино, на р. Разувайка.

## Население
| 2010 |
| ---- |
| 10   |

## История
Основана в первой половине XIX в. Входила в состав Свищевской волости Чембарского уезда. После революции центр Лягушовского сельсовета. Центральная усадьба колхоза «Путь Ленина».

## Уроженцы
А. Я. Дыров — полный кавалер ордена Славы, участник Великой Отечественной войны.